# Protecta
Protecta — гладкоствольное боевое ружьё 12-го калибра (около 18,5 мм), построенное по револьверной схеме (ранее известное как «Striker»).

## Создание
Оружие разработано жителем Родезии Хилтоном Уокером в начале 1980-х годов. Первые образцы боевого дробовика были выпущены в середине 1980-х в ЮАР. Оружие отличалось большой ёмкостью магазина и высокой практической скорострельностью. С другой стороны, барабанный магазин имел большой вес, был неудобен в обращении, а в механизме оружия имелось несколько недостатков. По этим причинам Уокер усовершенствовал свою конструкцию в конце 1980-х, назвав новое ружьё Protecta. В настоящее время ружьё Protecta производится в ЮАР компанией Reutech Defense Industries, используется как в самой ЮАР, так и поставляется на экспорт.

## Конструкция и характеристики
Оружие Protecta построено по револьверной схеме, с самовзводным курковым ударно-спусковым механизмом и питанием из вращающегося неотъемного барабана на 12 патронов. В собранном виде барабан скрыт внутри невращающегося алюминиевого кожуха, имеющего отверстия для заряжания. Традиционный для револьверов способ вращения барабана мускульной силой стрелка при нажатии на спусковой крючок не нашёл применения, так как привел бы к непомерным усилиям на спуске для барабана такого размера и веса. Механизм вращения барабана приводится в действие качающейся вправо-влево передней рукояткой под стволом. При повороте рукоятки она вращает кожух ствола, а тот, в свою очередь, при помощи специальной собачки вращает барабан. Перезарядка ружья осуществляется по одному патрону через окно в заднем торце кожуха барабана. Стреляные гильзы (кроме последней) автоматически удаляются из барабана назад при стрельбе с помощью пороховых газов, отводимых из ствола. Последняя гильза или неиспользованные патроны удаляются при помощи ручного стержня-экстрактора на стволе. Ружьё оснащено передней рукояткой для удержания оружия и складным вверх-вперед алюминиевым прикладом. Ствол закрыт перфорированным кожухом для защиты рук от ожогов. Корпус ударно-спускового механизма вместе с пистолетной рукояткой выполнен из пластика. Предохранитель кнопочный, расположен позади спускового крючка в основании спусковой скобы, и запирает спусковой крючок.

## Основные отличия Striker от Protecta
- В ружье Striker был применён пружинный механизм поворота барабана. После снаряжения барабана патронами стрелок, при помощи расположенного на переднем торце кожуха барабана ключа, взводил спиральную пружину. При нажатии на спусковой крючок пружина проворачивала барабан на 1/12 поворота, подводя к стволу новую камеру с патроном. Схема обеспечивала высокий темп стрельбы, однако случалось, что барабан проворачивался более чем на 1 шаг.
- Перезарядка ружья осуществлялась по одному патрону через окно в заднем торце кожуха барабана. Стреляные гильзы вручную выталкивались назад из барабана при помощи подпружиненного стержня экстрактора, укреплённого в кожухе справа на стволе.

## Страны-эксплуатанты
- США